# Callonotacris chelonia
Callonotacris chelonia is een rechtvleugelig insect uit de familie Romaleidae. De wetenschappelijke naam van deze soort is voor het eerst geldig gepubliceerd in 1838 door Serville.